# Свободный (Калининградская область)
Свободный — поселок в Полесском районе Калининградской области.

## География
Находится в северной части Калининградской области на расстоянии приблизительно 3 км на запад по прямой от административного центра района города Полесск.

## История
Населенный пункт назывался ранее Фридлаукен (до 1946 года). В составе Полесского района с 2008 по 2016 год входил в состав Тургеневского сельского поселения.

## Население
Численность населения: 21 человек (русские 90 %) в 2002 году, 13 в 2010.